# Copa Preparación 1962
La Copa Preparación 1962 fue la 5.º edición del clásico torneo de copa entre clubes de Chile y en el cual participaron clubes de Primera División y de Segunda División.
Fue dirigido por la Asociación Central de Fútbol y finalizó con el enfrentamiento entre Luis Cruz Martínez y Universidad Católica. El encuentro terminó con victoria de 2-1 de Luis Cruz Martínez, que se proclamó por primera vez campeón del torneo.

## Modalidad
El torneo se efectuó bajo el sistema de eliminación directa, enfrentándose los equipos en un solo partido. En caso de empate se juega un complementario de 30 minutos, dos tiempos de 15 minutos cada uno. Si subsiste el empate se define con una serie de tres lanzamientos penales, los que son ejecutados por un solo jugador. Finalmente si al término del complementario aún no hay un ganador, se determina el equipo que clasifica para la siguiente ronda mediante sorteo.

## Resultados

### Primera fase
Pos = Posición; PJ = Partidos Jugados; PG = Partidos Ganados; PE = Partidos Empatados; PP = Partidos Perdidos; GF = Goles a favor; GC = Goles en contra; Dif = Diferencia de gol; Pts = Puntos
| 15 de abril de 1962, | Santiago Wanderers           | 3:1 | Iberia     | Estadio Municipal, San Felipe  |                                |
|                      | Rolón 13' · Méndez 99', 103' |     | Donoso 38' | Asistencia: 1.875 espectadores | Asistencia: 1.875 espectadores |

| 15 de abril de 1962, | Unión San Felipe | 0:3 | Santiago Morning                       | Estadio Municipal, San Felipe  |                                |
|                      |                  |     | Torres 36' · Jorge Fuenzalida 60', 88' | Asistencia: 1.875 espectadores | Asistencia: 1.875 espectadores |

| 15 de abril de 1962, | Deportes Colchagua | 1:6 | Universidad Católica                                 | Estadio Municipal, San Fernando |                              |
|                      | Riu 75'            |     | Zamora 10', 20' · Ramírez 39', 43', 65' · Ibáñez 53' | Asistencia: 848 espectadores    | Asistencia: 848 espectadores |

| 15 de abril de 1962, | Universidad Técnica del Estado | 2:1 | Universidad de Chile | Estadio Universidad Técnica, Santiago |                                |
|                      | Borello 38', 77' ((pen.))      |     | Ernesto Álvarez 12'  | Asistencia: 1.412 espectadores        | Asistencia: 1.412 espectadores |

| 15 de abril de 1962, | San Antonio Unido            | 3:2 | Colo-Colo                         | Estadio Municipal, San Antonio |                                |
|                      | Vásquez 49', 67' · Muñoz 87' |     | A Portillo 29' · G Bustamante 53' | Asistencia: 2.879 espectadores | Asistencia: 2.879 espectadores |

| 15 de abril de 1962, | Trasandino          | 2:1 | Audax Italiano | Estadio de Los Andes, Los Andes |                                |
|                      | Páez 3', 78' (pen.) |     | Zamora 63'     | Asistencia: 1.368 espectadores  | Asistencia: 1.368 espectadores |

| 15 de abril de 1962, | Ñublense               | 2:1 | Rangers              | Estadio Municipal, Chillán     |                                |
|                      | Pérez 21' · Oteíza 65' |     | Porcel de Peralta 5' | Asistencia: 2.047 espectadores | Asistencia: 2.047 espectadores |

| 15 de abril de 1962, | Lister Rossel | 1:3 | Luis Cruz Martínez             | Estadio Fiscal de Linares, Linares                     |                                                        |
|                      | Cofré 65'     |     | Riquelme 19' · Leyton 28', 60' | Asistencia: 1.699 espectadores Árbitro(s): René Bulnes | Asistencia: 1.699 espectadores Árbitro(s): René Bulnes |

| 15 de abril de 1962, | Coquimbo Unido                           | 3:0 | Deportes La Serena | Estadio de Coquimbo, Coquimbo  |                                |
|                      | Araya 3' (ag) · Pouché 20' · A. Díaz 49' |     |                    | Asistencia: 5.521 espectadores | Asistencia: 5.521 espectadores |

| 15 de abril de 1962, | O'Higgins   | 1:0 | Magallanes | Estadio Municipal, Maipú     |                              |
|                      | Cabrera 21' |     |            | Asistencia: 507 espectadores | Asistencia: 507 espectadores |

| 15 de abril de 1962, | Palestino                  | 3:2 | Municipal de Santiago   | Estadio Militar, Santiago    |                              |
|                      | Coll 20', 55' · Castro 85' |     | Soto 25' · Guerrero 75' | Asistencia: 265 espectadores | Asistencia: 265 espectadores |

| 15 de abril de 1962, | Green Cross                | 2:1 | San Bernardo Central | Estadio Universidad Técnica, Santiago |                                |
|                      | Riveros 20' · Iturrate 87' |     | Páez 60'             | Asistencia: 1.412 espectadores        | Asistencia: 1.412 espectadores |

| 15 de abril de 1962, | Everton                                                    | 4:2 | San Luis              | Estadio La Calera, La Calera   |                                |
|                      | Alcaíno 1' (pen.) · Escudero 48', 77' · Castillo 55' (ag.) |     | Godoy 21' · Rojas 88' | Asistencia: 2.680 espectadores | Asistencia: 2.680 espectadores |

| 15 de abril de 1962, | Unión Calera                          | 3:2 | Ferrobádminton          | Estadio La Calera, La Calera   |                                |
|                      | Ocaranza 18' · Torres 59' (pen.), 64' |     | Faila 66' · Fuentes 69' | Asistencia: 2.680 espectadores | Asistencia: 2.680 espectadores |

| 15 de abril de 1962, | Unión Española                | 3:1 | Valparaíso Ferroviarios | Estadio El Sauce, Quilpué    |                              |
|                      | F. Landa 23' · Gilli 34', 51' |     | Silva 54'               | Asistencia: 719 espectadores | Asistencia: 719 espectadores |

Nota: Municipal de Santiago clasificó a la siguiente ronda como mejor perdedor de esta fase.

### Segunda fase
| 21 de abril de 1962, | Santiago Morning                      | 3:2 | Universidad Técnica del Estado | Estadio Municipal, Maipú |  |
|                      | Vásquez 3' · Rojas 79' · Vergara 107' |     | Núñez 4' · González 47'        |                          |  |

| 21 de abril de 1962, | Coquimbo Unido             | 2:3 | Palestino                      | Estadio de Coquimbo, Coquimbo  |                                |
|                      | Monardes 50' · M. Díaz 52' |     | Troncoso 11', 21' · Abello 54' | Asistencia: 4.291 espectadores | Asistencia: 4.291 espectadores |

| 21 de abril de 1962, | Green Cross | 0:3 | Unión Española                             | Estadio Militar, Santiago |  |
|                      |             |     | Abello 26' (pen.) · Bodi 85' · F Landa 89' |                           |  |

| 22 de abril de 1962, | Luis Cruz Martínez | 0:0 | Ñublense | Estadio La Granja, Curicó                                |  |
| |                    |     |          | Asistencia: 2.509 espectadores Árbitro(s): Hugo Palacios |  |
| Término del partido sin goles en el tiempo reglamentario y el suplementario. En definición por penales Leyton de Luis Cruz Martínez convirtió los tres disparos y Urquiza de Ñublense sólo convirtió dos, clasificando el equipo local. |                    |     |          |                                                          |  |

| 22 de abril de 1962, | San Antonio Unido | 1:1 | Universidad Católica | Estadio Municipal, San Antonio |                                |
| | Orellana 7'       |     | Ibáñez 53'           | Asistencia: 3.010 espectadores | Asistencia: 3.010 espectadores |
| El empate se mantuvo al término del tiempo suplementario. En la definición por penales Ibáñez de Universidad Católica convirtió los tres disparos y José "Peta" Fernández, de San Antonio Unido, convirtió dos. El equipo universitario clasificó a la siguiente ronda. |                   |     |                      |                                |                                |

| 22 de abril de 1962, | Trasandino | 1:2 | Everton                 | Estadio de Trasandino, Los Andes |                                |
|                      | Páez 30'   |     | Leal 64' · Olivares 66' | Asistencia: 3.000 espectadores   | Asistencia: 3.000 espectadores |

| 22 de abril de 1962, | Unión Calera | 1:1 | Santiago Wanderers | Estadio La Calera, La Calera   |                                |
| | Ortiz 68'    |     | G Díaz 77'         | Asistencia: 2.075 espectadores | Asistencia: 2.075 espectadores |
| Al término del tiempo complementario subsistió el empate. En la definición por penales Torres de Unión Calera y Méndez de S Wanderers convirtieron dos de los tres lanzamientos. S Wanderers clasifica por sorteo. |              |     |                    |                                |                                |

| de , | O'Higgins | 1:0 | Municipal de Santiago |  |  |
|      | Anotado   |     | Anotado               |  |  |

### Cuartos de final
| 29 de abril de 1962,                                     | Luis Cruz Martínez           | 2:0 | Unión Española | Estadio La Granja, Curicó                                     |                                                               |
|                                                          | Leyton 94 ' · Riquelme 115 ' |     |                | Asistencia: 1.947 espectadores Árbitro(s): Lorenzo Cantillana | Asistencia: 1.947 espectadores Árbitro(s): Lorenzo Cantillana |
| Ambos goles fueron convertidos en tiempo complementario. |                              |     |                |                                                               |                                                               |

| 29 de abril de 1962, | Santiago Wanderers                 | 2:2 | Everton            | Estadio Municipal, Valparaíso    |                                  |
| | Carlos Reynoso 81 ' · Ricardo Díaz |     | Rómulo Betta 16 ', | Árbitro(s): Carlos Robles Robles | Árbitro(s): Carlos Robles Robles |
| El partido finalizó empatado 1-1 en su tiempo reglamentario y 2-2 en el período complementario. En la definición con tiros penales, tres por equipo, Méndez convirtió los tres de S. Wanderers y Rómulo Betta los tres de Everton. Santiago Wanderers clasificó a semifinal por sorteo. |                                    |     |                    |                                  |                                  |

| 29 de abril de 1962, | O'Higgins                         | 2:1 | Palestino      | Estadio Braden, Rancagua      |                               |
|                      | René Ortiz 74' · Luis Morales 86' |     | Juan Cortés 4' | Árbitro(s): Sergio Bustamente | Árbitro(s): Sergio Bustamente |

| 5 de mayo de 1962, | Universidad Católica                      | 4:2 | Santiago Morning                        | Estadio Independencia, Santiago |                                |
|                    | Zamora 16', 57', 61' · Juan Nackwacki 67' |     | Rojas 64' · Jorge Fuenzalida 87' (pen.) | Árbitro(s): Lorenzo Cantillana  | Árbitro(s): Lorenzo Cantillana |

### Semifinales
| 12 de mayo de 1962,                             | Universidad Católica                                                                | 4:3 | O'Higgins                                      | Estadio Independencia, Santiago |                          |
|                                                 | Fernando Ibáñez 29' · Orlando Ramírez 52' · Juan Nackwacki 89' · Osvaldo Pesce 107' |     | Ricardo Cabrera 35', 69' · Eduardo Herrera 38' | Árbitro(s): Jorge Cruzat        | Árbitro(s): Jorge Cruzat |
| El partido se definió en tiempo complementario. |                                                                                     |     |                                                |                                 |                          |

| 13 de mayo de 1962, | Luis Cruz Martínez | 1:0 | Santiago Wanderers | Estadio La Granja, Curicó                                   |                                                             |
|                     | Guajardo 53'       |     |                    | Asistencia: 3.106 espectadores Árbitro(s): Adolfo Reginatto | Asistencia: 3.106 espectadores Árbitro(s): Adolfo Reginatto |

## Final
|       | POR   | Francisco Fernández |   |
|       | DEF   | Enrique Jorquera    |   |
|       | DEF   | Eleodoro Barrientos |   |
|       | DEF   | Jorge Sullivan      |   |
|       | MED   | Luis Olivares       |   |
|       | MED   | Hugo Rivera         |   |
|       | DEL   | Orlando Ramírez     |   |
|       | DEL   | Mario Soto          |   |
|       | DEL   | Ricardo Trigilli    |   |
|       | DEL   | Juan Nakwacki       |   |
|       | DEL   | Fernando Ibáñez     | ' |
| D. T. | D. T. | Miguel Mocciola     |   |

|       | POR   | Carlos Bustos      |  |
|       | DEF   | Alejandro Calderón |  |
|       | DEF   | Jovino Faúndez     |  |
|       | DEF   | Luis Farías        |  |
|       | MED   | Manuel Ribó        |  |
|       | MED   | Hernán Verdugo     |  |
|       | DEL   | Héctor Guajardo    |  |
|       | DEL   | Miguel Hurtado     |  |
|       | DEL   | Juan Antonio Baum  |  |
|       | DEL   | Bernardo Leyton    |  |
|       | DEL   | Mario Riquelme     |  |
| D. T. | D. T. | Ovidio Casartelli  |  |

|  | DEL | Osvaldo Pesce | ' |

| 58' | Fernando Ibáñez | 1-1 |

| 30' · 59' | Hernán Verdugo Héctor Guajardo | 0-1 1-2 |

| Principal | Sergio Bustamante |

|       | POR   | Francisco Fernández |   |
|       | DEF   | Enrique Jorquera    |   |
|       | DEF   | Eleodoro Barrientos |   |
|       | DEF   | Jorge Sullivan      |   |
|       | MED   | Luis Olivares       |   |
|       | MED   | Hugo Rivera         |   |
|       | DEL   | Orlando Ramírez     |   |
|       | DEL   | Mario Soto          |   |
|       | DEL   | Ricardo Trigilli    |   |
|       | DEL   | Juan Nakwacki       |   |
|       | DEL   | Fernando Ibáñez     | ' |
| D. T. | D. T. | Miguel Mocciola     |   |

|       | POR   | Carlos Bustos      |  |
|       | DEF   | Alejandro Calderón |  |
|       | DEF   | Jovino Faúndez     |  |
|       | DEF   | Luis Farías        |  |
|       | MED   | Manuel Ribó        |  |
|       | MED   | Hernán Verdugo     |  |
|       | DEL   | Héctor Guajardo    |  |
|       | DEL   | Miguel Hurtado     |  |
|       | DEL   | Juan Antonio Baum  |  |
|       | DEL   | Bernardo Leyton    |  |
|       | DEL   | Mario Riquelme     |  |
| D. T. | D. T. | Ovidio Casartelli  |  |

|  | DEL | Osvaldo Pesce | ' |

| 58' | Fernando Ibáñez | 1-1 |

| 30' · 59' | Hernán Verdugo Héctor Guajardo | 0-1 1-2 |

| Principal | Sergio Bustamante |

|       | POR   | Francisco Fernández |   |
|       | DEF   | Enrique Jorquera    |   |
|       | DEF   | Eleodoro Barrientos |   |
|       | DEF   | Jorge Sullivan      |   |
|       | MED   | Luis Olivares       |   |
|       | MED   | Hugo Rivera         |   |
|       | DEL   | Orlando Ramírez     |   |
|       | DEL   | Mario Soto          |   |
|       | DEL   | Ricardo Trigilli    |   |
|       | DEL   | Juan Nakwacki       |   |
|       | DEL   | Fernando Ibáñez     | ' |
| D. T. | D. T. | Miguel Mocciola     |   |

|       | POR   | Carlos Bustos      |  |
|       | DEF   | Alejandro Calderón |  |
|       | DEF   | Jovino Faúndez     |  |
|       | DEF   | Luis Farías        |  |
|       | MED   | Manuel Ribó        |  |
|       | MED   | Hernán Verdugo     |  |
|       | DEL   | Héctor Guajardo    |  |
|       | DEL   | Miguel Hurtado     |  |
|       | DEL   | Juan Antonio Baum  |  |
|       | DEL   | Bernardo Leyton    |  |
|       | DEL   | Mario Riquelme     |  |
| D. T. | D. T. | Ovidio Casartelli  |  |

|  | DEL | Osvaldo Pesce | ' |

| 58' | Fernando Ibáñez | 1-1 |

| 30' · 59' | Hernán Verdugo Héctor Guajardo | 0-1 1-2 |

| Principal | Sergio Bustamante |

|       | POR   | Francisco Fernández |   |
|       | DEF   | Enrique Jorquera    |   |
|       | DEF   | Eleodoro Barrientos |   |
|       | DEF   | Jorge Sullivan      |   |
|       | MED   | Luis Olivares       |   |
|       | MED   | Hugo Rivera         |   |
|       | DEL   | Orlando Ramírez     |   |
|       | DEL   | Mario Soto          |   |
|       | DEL   | Ricardo Trigilli    |   |
|       | DEL   | Juan Nakwacki       |   |
|       | DEL   | Fernando Ibáñez     | ' |
| D. T. | D. T. | Miguel Mocciola     |   |

|       | POR   | Carlos Bustos      |  |
|       | DEF   | Alejandro Calderón |  |
|       | DEF   | Jovino Faúndez     |  |
|       | DEF   | Luis Farías        |  |
|       | MED   | Manuel Ribó        |  |
|       | MED   | Hernán Verdugo     |  |
|       | DEL   | Héctor Guajardo    |  |
|       | DEL   | Miguel Hurtado     |  |
|       | DEL   | Juan Antonio Baum  |  |
|       | DEL   | Bernardo Leyton    |  |
|       | DEL   | Mario Riquelme     |  |
| D. T. | D. T. | Ovidio Casartelli  |  |

|  | DEL | Osvaldo Pesce | ' |

| 58' | Fernando Ibáñez | 1-1 |

| 30' · 59' | Hernán Verdugo Héctor Guajardo | 0-1 1-2 |

| Principal | Sergio Bustamante |

## Campeón
| Chile                            |
| CD Luis Cruz Martínez 1.º título |